# Гарсиа, Мелани
Мелани Гарсия Гаспар (исп. Melani García Gaspar), также известная как просто Мелани (исп. Melani) — испанская певица, победительница 1-го сезона испанской версии «Голос. Дети» и представительница своей страны на «Детском Евровидении» в 2019 году, где с песней «Marte» заняла 3-е место с 212 баллами. Вместе с Рут Лоренсо и Марк Клотет была ведущей Детского Евровидения 2024.

## Биография

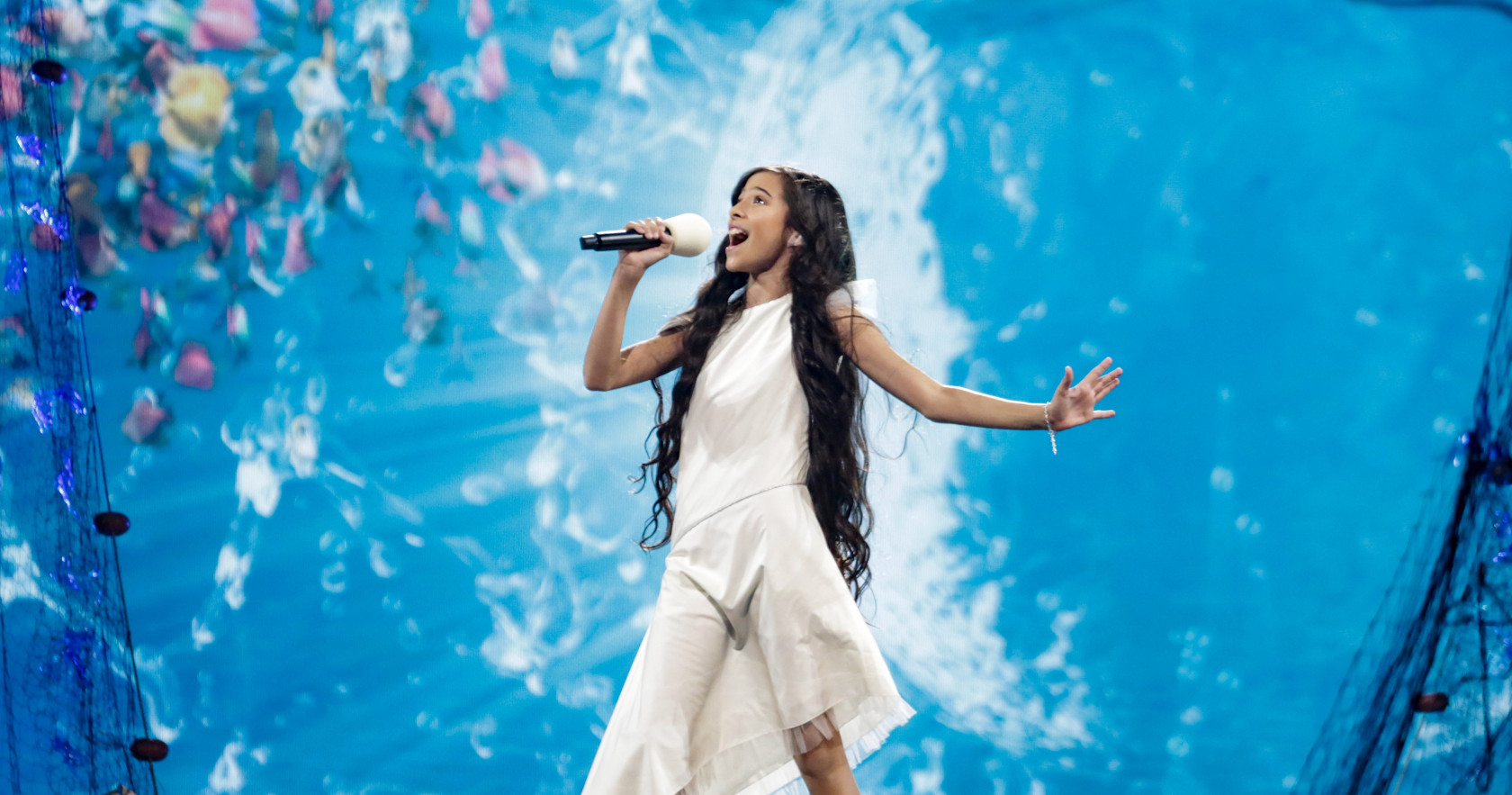
Мелани Гарсия во время репетиции на конкурсе «Детское Евровидение — 2019»

Мелани Гарсия родилась в городе Ла-Элиана в Валенсии в 2007 году. Музыкальная карьера Мелани началась в возрасте 8 лет, когда она участвовала в местном хоре, и её учитель преподавал оперу Моцарта «Due pupille amabili». С тех пор у Мелани развилась страсть к оперной певице Марии Каллас. После того, как Мелани не смогла поступить в Музыкальную консерваторию из-за её юного возраста, она научилась играть классическую музыку. Она играет на скрипке и в настоящее время изучает игру на фортепиано. Мелани также любит художественную гимнастику, современный танец и балет, а также имеет различные спортивные награды. Её первый сингл Vivo Por Ella был выпущен 29 июня 2018 года и представляет собой простую дань уважения легендарной песне Андреа Боччели, сделанной знаменитой испанской певицей Мартой Санчес в 1997 году. Исполнение Мелани было спродюсировано Эмилио Меркадером. Мелани также пела в составе группы We Love Queen, исполняя культовые песни Барселоны Фредди Меркьюри и Монтсеррата Кабалье. В прошлом году вышел её новый сингл «O Sole Mío». Известную неаполитанскую песню ранее исполняли такие артисты, как Лучано Паваротти, Пласидо Доминго и Альфредо Краус.

### Голос Дети
В мае 2018, за месяц до 11 дня рождения, Мелани Выиграла четвёртый сезон La Voz Kids в её стране.
| La Voz Kids выступления и результаты (2018) | La Voz Kids выступления и результаты (2018) | La Voz Kids выступления и результаты (2018) | La Voz Kids выступления и результаты (2018) |
| Эпизод                                      | Песня                                       | Оригинальный Артист                         | Результат                                   |
| ------------------------------------------- | ------------------------------------------- | ------------------------------------------- | ------------------------------------------- |
| Слепые Прослушивания                        | «O mio babbino caro»                        | Florence Easton                             | Прошла в батлы                              |
| Батлы                                       | «Who Wants to Live Forever»                 | Queen                                       | Прошла в нокауты                            |
| Нокауты                                     | «O mio babbino caro»                        | Florence Easton                             | Вышла в полуфинал                           |
| Полуфинал                                   | «Think of Me»                               | Sarah Brightman                             | Сохранена наставником                       |
| Финал                                       | «Prince Igor»                               |                                             | Победитель                                  |
| Финал                                       | «Nessun dorma»                              | Miguel Fleta                                | Победитель                                  |
| Финал                                       | «Frenar enero» (с Melendi)                  | Vanesa Martín                               | Победитель                                  |